# 中国象棋协会
中国象棋协会是中华人民共和国象棋棋手、管理者和爱好者等组成的全国性体育组织，由中华全国体育总会领导，成立于1962年，会址位于北京市。